# 야마가타촌 (아오모리현)
야마가타촌(山形村)은 아오모리현 미나미쓰가루군에 있던 촌이다. 

## 연혁
- 1889년 4월 1일 - 정촌제 시행에 의해 미나미쓰가루군 13개 촌을  합병해, 야마가타촌이 성립하였다.
- 1954년 7월 1일 - 미나미쓰가루군 구로이시정, 나카고촌, 로쿠고촌, 아사세이시촌과 합병해 시를 승격하여 구로이시시가 되었다.

## 촌장
- 다케우치 기요아키